# ZVV Scagha '66
Lo Zaalvoetbalvereniging Scagha '66 è una società sportiva olandese fondata nel 1966 con sede a Schagen.

## Storia
Si tratta di una delle società pioniere del calcio a 5 olandese: seppur attualmente impegnata nell'Eredivisie del campionato olandese di calcio a 5, lo Scagha '66 è stata la prima squadra campione dei Paesi Bassi nel campionato 1968/1969 ed è stata anche la prima società a vincere due titoli a fila nelle stagioni 1973/1974 e 1974/1975; questi due titoli, però, sono rimasti gli ultimi della storia della squadra.

## Palmarès
- 3 Campionati olandesi: 1972, 1976, 1982